# National Rugby League 1954
La New South Wales Rugby Football League de 1954 fue la 47.ª edición del torneo de rugby league más importante de Australia.

## Formato
Los clubes se enfrentaron en una fase regular de todos contra todos, los cuatro equipos mejor ubicados al terminar esta fase clasificaron a la postemporada.
Se otorgaron 2 puntos por el triunfo, 1 por el empate y ninguno por la derrota.

## Desarrollo

### Tabla de posiciones
| Pos. | Equipo                        | Encuentros | Encuentros | Encuentros | Encuentros | Tantos | Tantos | Tantos | Puntos |
| Pos. | Equipo                        | PJ         | PG         | PE         | PP         | F      | C      | Dif    | Puntos |
| ---- | ----------------------------- | ---------- | ---------- | ---------- | ---------- | ------ | ------ | ------ | ------ |
| 1    | Newtown Jets                  | 18         | 15         | 2          | 1          | 439    | 215    | +224   | 32     |
| 2    | South Sydney Rabbitohs        | 18         | 14         | 1          | 3          | 473    | 255    | +218   | 29     |
| 3    | St. George Dragons            | 18         | 11         | 1          | 6          | 345    | 292    | +53    | 23     |
| 4    | North Sydney Bears            | 18         | 10         | 2          | 6          | 415    | 320    | +95    | 22     |
| 5    | Manly-Warringah Sea Eagles    | 18         | 10         | 1          | 7          | 391    | 343    | +48    | 21     |
| 6    | Balmain Tigers                | 18         | 9          | 1          | 8          | 346    | 345    | +1     | 19     |
| 7    | Western Suburbs Magpies       | 18         | 6          | 1          | 11         | 287    | 374    | -87    | 13     |
| 8    | Canterbury-Bankstown Bulldogs | 18         | 4          | 0          | 14         | 233    | 465    | -232   | 8      |
| 9    | Eastern Suburbs               | 18         | 3          | 1          | 14         | 257    | 493    | -236   | 7      |
| 10   | Parramatta Eels               | 18         | 3          | 0          | 15         | 282    | 366    | -84    | 6      |

|  | Postemporada. |

### Postemporada

#### Semifinales
| 28 de agosto | St. George Dragons | 15 - 14 | North Sydney Bears |  |  |

| 4 de septiembre | Newtown Jets | 14 - 24 | South Sydney Rabbitohs |  |  |

#### Final preliminar
| 11 de septiembre | Newtown Jets | 27 - 13 | St. George Dragons |  |  |

#### Final
| 18 de septiembre | South Sydney Rabbitohs | 23 - 15 | Newtown Jets | Sydney Cricket Ground, Sídney   |  |
|                  |                        |         |              | Asistencia: 45.759 espectadores |  |

| Bandera de Australia           |
| Campeón South Sydney Rabbitohs |
| Décimo quinto título           |